# W. 브라이언 아서

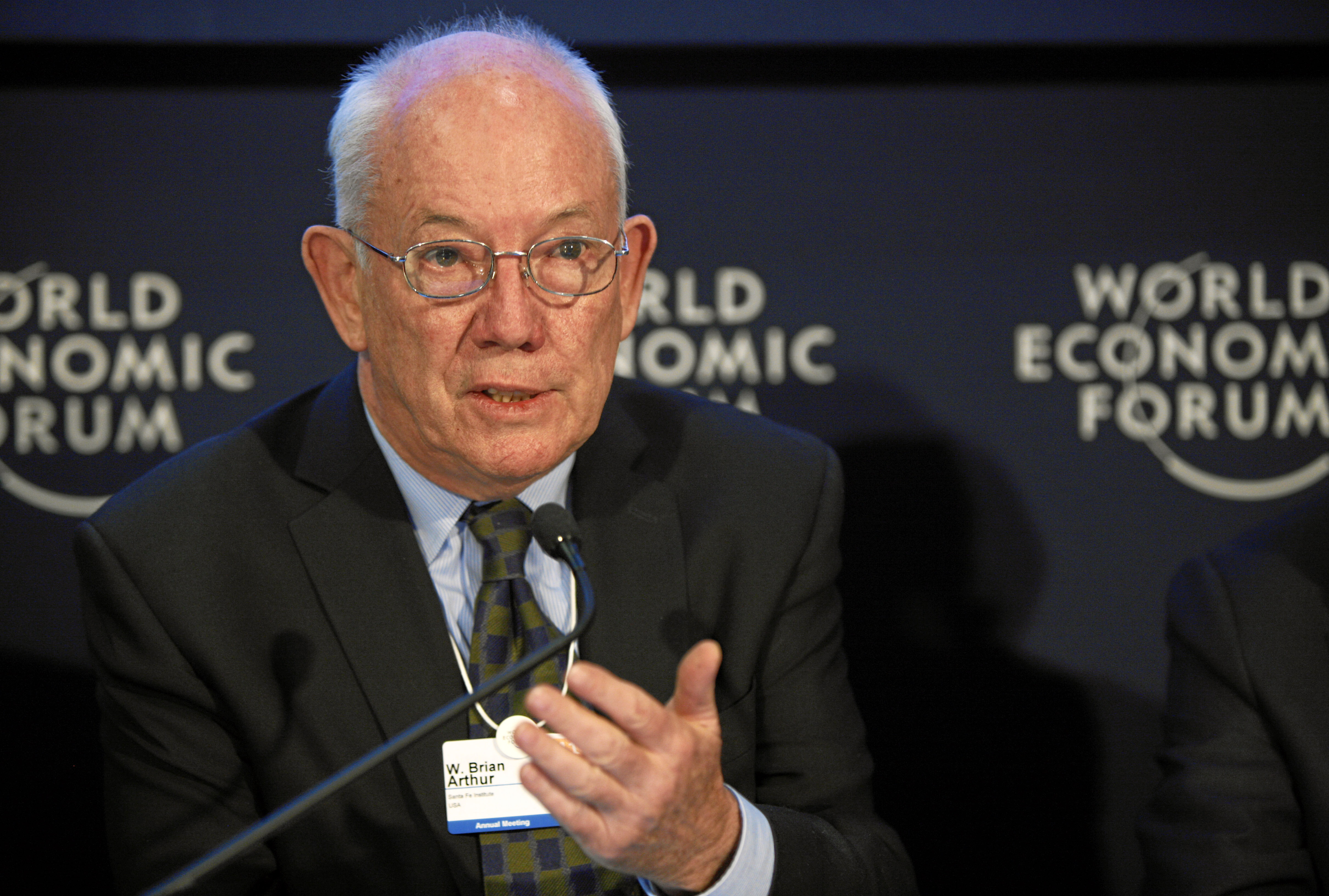

윌리엄 브라이언 아서(William Brian Arthur, 1945년 7월 31일 ~ )는 벨파스트 태생의 경제학자로서 수확 체증 에 대한 현대적인 접근 방식을 개발한 것으로 알려져 있다. 그는 수년 동안 북부 캘리포니아에서 살면서 일했다. 그는 복잡계 경제학, 기술 및 금융 시장과 관련된 경제학의 권위자이다. 그는 산타페 연구소의 외부 교수이자 PARC의 Intelligent Systems Lab 에서 방문 연구원이었다.
아서는 미국 뉴멕시코 주 산타페에 있는 산타페 연구소의 저명한 외부 연구 교수진 회원 중 한 명이다. 아서와 연구소와의 오랜 관계는 1987년 스탠포드 경제학자이자 노벨 경제학상 수상자인 케네스 애로와 노벨 물리학상을 수상한 필립 워런 앤더슨의 소개와 지원으로 시작되었다. 아서는 1988년부터 연구소의 학제 간 경제 프로그램의 초대 이사로 임명되었다. 그는 1994년 씨티은행과 당시 CEO인 존 S. 리드의 기부금으로 연구소의 교수로 임명되었다.
아서는 "경제에서 양성 피드백 또는 수확 체증의 영향을 연구하고 이러한 수익 증가가 시장에서 작고 무작위적인 사건을 확대하는 방법을 연구한" 중요한 작업으로 유명하다. 이러한 원칙은 네트워크 효과가 일반적으로 발생하는 기술 관련 산업에서 특히 중요하다.

## 같이 보기
- 귀납